# Kurixalus idiootocus
Kurixalus idiootocus là một loài ếch trong họ Rhacophoridae. Chúng là loài đặc hữu của Đài Loan.
Các môi trường sống tự nhiên của chúng là vùng đất ẩm có cây bụi nhiệt đới hoặc cận nhiệt đới, đồng cỏ nhiệt đới hoặc cận nhiệt đới vùng ngập nước hoặc lụt theo mùa, đầm nước ngọt, đầm nước ngọt có nước theo mùa, và đất có tưới tiêu. Loài này đang bị đe dọa do mất môi trường sống.